# Čilimník řezenský
Čilimník řezenský (Chamaecytisus ratisbonensis), někdy též nazývaný čilimníček řezenský, je drobný poléhavý keřík z čeledi bobovitých, původní druh české květeny.

## Popis
Je to malý, 10–30 cm vysoký plazivý keř s pokrouceným, poléhavým kmínkem. Rovněž větévky jsou poléhavé, na konci vystoupavé, s jemně a hustě přitiskle chlupatými letorosty; starší větvičky jsou lysé. Nesou trojčetné, dlouze řapíkaté listy s eliptickými nebo obkopinatými lístky, které jsou krátce řapíčkaté a zhruba 7–20 mm dlouhé a 3–6 mm široké, na líci jsou lysé, na okrajích a na rubu opět hustě hedvábitě chlupaté.
Zhruba 2 cm velké květy vyrůstají po dvou či po třech na kratičkých brachyblastech v úžlabí listů po stranách loňských větví. Jsou rozlišené na zelený, chlupatý, dlouze trubkovitý kalich a jasně žlutou korunu motýlokvětého tvaru. Rozkvétají před rašením listů a následně kvetou i na olistěné rostlině, zhruba od dubna do června. Plodem je 20–35 mm dlouhý, hustě přitiskle chlupatý lusk na bázi s dlouho vytrvávajícím kalichem, obsahuje 2–3 mm velká, lesklá, hnědá semena.

## Ekologie a rozšíření
Člimník řezenský je světlomilný a teplomilný druh vyrůstající na suchých úzkolistých i širokolistých trávnících (svazy Festucion valesiacae, Bromion erecti), v lesních lemech zejména borových lesů a teplomilných doubrav, na lesních světlinách a křovinatých stráních. Osídluje vysychavé, mělké, písčité nebo kamenité a živinami spíše chudší půdy na silikátovém, sprašovém nebo i vápencovém podloží.
Je druhem středoevropského a východoevropského rozšíření. V ČR se vyskytuje dosti hojně v termofytiku (jižní a severozápadní Morava, povodí Labe, střední a severní Čechy), vzácněji v teplejších polohách mezofytika. Územím republiky prochází severozápadní hranice jeho areálu; východní hranice v evropském Rusku je nejasná vzhledem k častým záměnám s podobnými druhy. V českém Červeném seznamu ohrožených druhů z roku 2017 je zařazen mezi vzácnější druhy vyžadující další pozornost (kategorie C4a), zákonem chráněn není.